# Cratere Dvorák
Dvorák è un cratere d'impatto presente sulla superficie di Mercurio, a 9,33° di latitudine sud e 12,06° di longitudine ovest. Il suo diametro è pari a 75 km.
Il cratere è stato battezzato dall'Unione Astronomica Internazionale in onore del compositore boemo Antonín Dvořák.